# Апин, Роберт Августович
Роберт Августович Апин (латыш. Roberts Apinis; 22 августа 1892, Яунгулбенская волость, Гулбенский край — 10 марта 1938, Коммунарка) — советский военный и политический деятель, комиссар дивизии латышских стрелков в годы Гражданской войны в России, писатель
 и журналист, ответственный редактор газеты «Советская Колыма». Расстрелян в 1938 году в «особом порядке», реабилитирован посмертно.

## Биография
Родился 22 августа 1892 года в Лифляндской губернии, Валкском уезде в семье латышского крестьянина Августа Апина. Образование высшее. С 1912 года член Латвийской социал-демократической рабочей партии. Во время Первой мировой войны в звании старшего унтер-офицера командовал 2-й ротой 5-го Земгальского латышского стрелкового полка. За мужество в Рижской Операции 19 августа 1917 года награждён Георгиевским крестом 4 степени.
Во время Октябрьского переворота Апин входил в революционный комитет 5-го Земгальского полка. Во время борьбы за независимость Латвии он сражался в рядах революционеров против латышских национальных сил. В декабре 1918 года, будучи комиссаром 2-й латышской стрелковой бригады, Апин проявил себя в Инчукалнской битве. В 1919 году он уже как комиссар Латышской стрелковой дивизии участвовал в боях против армий А. И. Деникина и барона П. Н. Врангеля в Орловско-Кромской и Перекопско-Чонгарской операциях. Награждён Орденом Красного Знамени.
После завершения Гражданской войны Апин работал при штабе РККА в Москве, занимался литературной деятельностью. С 1935 года проживал в Магадане, где работал ответственным редактором газеты «Советская Колыма» и газеты «Верный путь». Автор воспоминаний о латышских стрелках (изданы в 1934 и 1935 годах). До ареста проживал: Магадан, ул. Э.Берзина, д. 6, кв. 23.
7 декабря 1937 года Роберт Апин был арестован органами НКВД по делу Латышского национального центра. Внесен в Сталинский расстрельный список  от 5 марта 1938 г.  по 1-й категории («за» Сталин , Молотов, Ворошилов, Жданов). 10 марта 1938 года в «особом порядке» (решением заместителя наркома внутренних дел СССР, заместителя Прокурора СССР и Председателя ВКВС СССР) он был признан виновным в «организации контрреволюционной террористической организации» и приговорён к расстрелу. Приговор был приведён в исполнение в тот же день. Место захоронения  — спецобъект НКВД «Коммунарка».
Посмертно реабилитирован ВКВС СССР 14 марта 1956 года.